# Chevrolet Handyman

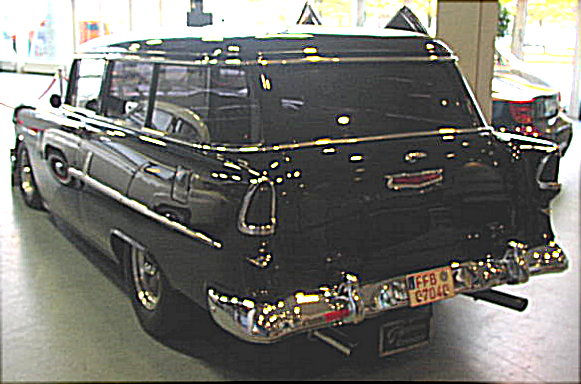

Der Chevrolet Handyman war ein drei- oder fünftüriger Kombi, den der US-amerikanische Automobilhersteller General Motors unter der Automobilmarke Chevrolet in den Modelljahren 1953 bis 1957 fertigte.

## Von Jahr zu Jahr

### 1953
Im Modelljahr 1953 hießen die bisherigen Special-Modelle Special 150 und die bisherigen Deluxe-Modelle Deluxe 210. Die jeweils angebotenen fünftürigen Kombis mit sechs Sitzplätzen erhielten den Namen Handyman. Alle Wagen waren mit einem 3,9-Liter-Sechszylinder-Reihenmotor mit 108–115 bhp (79–85 kW) und manuellem Dreiganggetriebe oder zweistufiger Powerglide-Automatik ausgestattet. Als Special-150-Modell kosteten sie 2010 US-Dollar, als Deluxe 210 2123 US-Dollar. Es entstanden 22.408 Special-150- und 18.258 Deluxe-210-Modelle.

### 1954
Im Modelljahr 1954 gab es einige Stylingänderungen und die Motorleistung nahm auf 115–125 bhp (85–92 kW) zu. (Der höhere Wert gilt für die Automatik-Ausführung). Die Preise stiegen auf 2020 US-Dollar (Special 150) und 2133 US-Dollar. Es entstanden 21.404 Special 150 und 27.175 Deluxe 210.

### 1955
1955 wurde der massiv überarbeitete Special 150 in One-Fifty umbenannt, der Deluxe 210 hieß Two-Ten. Der Name Handyman wurde beibehalten, bezeichnete jetzt aber die dreitürigen Kombis, während die fünftürigen Beauville hießen. Neben den bekannten Reihensechszylindermotoren mit nun 123–136 bhp (90–100 kW) gab es erstmals auch V8-Motoren mit 4,3 Liter Hubraum und einer Leistung von 162 bhp (119 kW).
Der Handyman One-Fifty kostete mit Sechszylinder-Motor 2030 US-Dollar und mit V8-Motor 2129 US-Dollar. Es wurden 17.936 Stück hergestellt. Für den Handyman Two-Ten betrug der entsprechende Preis 2079 US-Dollar bzw. 2176 US-Dollar. Von ihm wurden 29918 Exemplare hergestellt.

### 1956
Im Modelljahr 1956 stand wieder ein leichtes Facelift an. Die Motorleistungen stiegen auf 140 bhp (103 kW) für den Sechszylinder und 162–170 bhp (119–125 kW) für den V8. Vom Handyman One-Fifty, der 2171 US-Dollar (R6) bzw. 2270 US-Dollar (V8) kostete, wurden 17.936 Stück hergestellt, der Handyman Two-Ten, für den man 2215 US-Dollar (R6) bzw. 2314 US-Dollar (V8), bezahlen musste, wurde 22.038 mal gebaut.

### 1957
1957 war das letzte Jahr des Handyman. Haifischmaul und Heckflossen hatten beängstigende Ausmaße erreicht. Die Motorisierung blieb gegenüber dem Vorjahr unverändert. Die Preise stiegen auf 2307 US-Dollar (One-Fifty R6), 2407 US-Dollar (One-Fifty V8), 2402 US-Dollar (Two-Ten R6) und 2502 US-Dollar (Two-Ten V8). Es wurden noch 14.740 Handyman One-Fifty und 17.528 Handyman Two-Ten gebaut.
1958 verschwand der One-Fifty und wurde durch den Del Ray ersetzt. Dessen dreitüriger Kombi hieß Yeoman. Der Two-Ten wich dem Biscayne, für den kein dreitüriger Kombi mehr angeboten wurde.